# Robert Pastorelli
Pour les articles homonymes, voir Pastorelli.
Robert Pastorelli, né le 21 juin 1954 à New Brunswick dans le New Jersey aux États-Unis et mort le 8 mars 2004 à Hollywood Hills en Californie, est un acteur américain. 
Il a eu beaucoup de rôles à la télévision, cinéma et au théâtre, incluant la série Murphy Brown où il joue le rôle du peintre Eldin Bernecky. Son dernier rôle est celui d'un tueur dans Be Cool, avec John Travolta. 

## Biographie
Fils de Ledo Pastorelli (1918-2008), un vendeur d'assurance et de Dorothy (1918-2008), une artiste, Pastorelli a passé son enfance à Edison, New Jersey dont il est diplômé de l'Edison High School (en), en 1972.  
Il avait initialement prévu une carrière de boxeur professionnel, mais a dû abandonner en raison de blessures subies dans un accident de voiture à 19 ans, qui lui fut presque fatal. Il affirma plus tard qu'il avait vécu une expérience de « mort imminente» à ce moment-là.  À la vingtaine, il commença à développer une dépendance aux drogues qu'il arrivera à surmonter, même s'il rechuta fréquemment. 
À la fin des années 1970, il embrassa une carrière d'acteur via le théâtre de New York, après avoir étudié à la New York Academy of Theatrical Arts et à l'Actors Studio. Pour subvenir à ses besoins, il travaille en parallèle comme barman. En 1977, il fait ses débuts sur scène. 
En 1982, Pastorelli rechercha des opportunités du côté d'Hollywood. Il commence par de la figuration avant d'apparaître dans les films, Une chance pas croyable (1987) et le Le Flic de Beverly Hills 2 (1987). Il vit son premier rôle marquant avec Danse avec les loups (1990). 
Il fait une percée à la télévision avec le rôle du peintre en bâtiment bourru mais adorable "Eldin Bernecky" dans la série Murphy Brown , qui fut un succès d'audience. Il y joua pendant sept saisons de 1988 à 1994. La productrice Diane English  fut suffisamment impressionnée par ses capacités d'acteur, qu'elle lui proposa la sitcom Double Rush (en), avec l’objectif d'en faire la vedette. Celle-ci ne dura qu'une saison et s’acheva en 1995. Deux ans plus tard, Pastorelli joua dans l'adaptation américaine de la série policière Cracker (1997-1999). 
Au fur et à mesure que sa carrière télévisuelle prenait de l'ampleur, les apparitions de Pastorelli au cinéma augmentèrent : Sister Act 2 (1993), L'Effaceur (1996),  Piégé (2000)...

## Affaire Charemon Jonovich
Dans la soirée du 15 mars 1999, lors d'un incident à son domicile d'Hollywood, la petite amie de Pastorelli, Charemon Jonovich, âgée de 25 ans dont il avait une fille, Gianna, née en 1998, fut retrouvée, morte. Au cours de l'enquête qui s'ensuivit, Pastorelli déclara que lui et sa compagne s'étaient disputés et que Jonovich avait sortit une arme. D’après les dires du comédien, la jeune femme retourna l'arme contre elle et se tira dans la tête.
Dans un premier temps, le bureau du coroner jugea que la cause du décès était «indéterminée» et la police déclara qu'il s'agissait d'accident ou d'un suicide. Cependant, quelques mois plus tard, le coroner indiqua qu'elle était décédée des suites d'un «homicide» citant «la mise en scène du crime et des preuves scientifiques que l'arme à feu a été manipulée après la décharge».

## Déclin et décès
Robert Pastorelli est décédé le 8 mars 2004 d'une overdose de stupéfiants à la morphine. Sa carrière a commencé à décliner après que sa petite amie fut retrouvée, morte, dans des conditions mystérieuses.  
Juste avant sa mort, les autorités étaient sur le point de reclasser la mort de sa petite amie comme un meurtre plutôt que comme un suicide. Une source policière a déclaré que Pastorelli avait été averti qu'il était un suspect et qu'ils prévoyaient de l'arrêter. 
Le coroner a jugé que la mort de Pastorelli avait été causée par une «concentration sanguine mortelle de morphine».

## Filmographie

### Cinéma
- 1987 : Une chance pas croyable : Reg, Dealer #2
- 1987 : Le Flic de Beverly Hills 2 : Vinnie
- 1988 : Drôles de confidences : Al (Broccoli)
- 1990 : Danse avec les loups : Timmons
- 1992 : The Paint Job : Willie
- 1992 : Les Aventures de Zak et Crysta dans la forêt tropicale de FernGully : Tony (voix)
- 1992 : Folks! : Fred
- 1993 : Piège en eaux troubles : Det. Jimmy Detillo
- 1993 : Sister Act, acte 2 : Joey Bustamente
- 1996 : L'Effaceur : Johnny Castelone
- 1996 : Michael : Huey Driscoll
- 1997 : La Guerre des fées : Oliver Greening
- 1998 : Scotch and Milk d'Adam Goldberg : The Skipper
- 1998 : Heist : T-Bone
- 2000 :  Piégé : Jaster
- 2005 : Be Cool : Joe Loop

### Télévision

#### Séries télévisées
- 1985 : Braker : Forensics Specialist
- 1987 : La nuit tombe sur Manhattan : Handyman
- 1987 : MacGyver (saison 2, épisode 16 "L'avalanche") : Arnie
- 1988-1994 : Murphy Brown
- 1995 : Happily Ever After: Fairy Tales for Every Child : Sgt. Louie (voix)
- 1995 : Double Rush : Johnny Verona

#### Téléfilms
- 1984 : I Married a Centerfold (en) : Guard
- 1985 : Des filles de rêve : Mechanic
- 1987 : The Spirit
- 1988 : Dans les griffes de la mafia : Matteo Villani
- 1993 : Basic Values: Sex, Shock & Censorship in the 90's
- 1993 : Harmful Intent : Devlin O'Shea
- 1994 : La Victoire d'une mère : Jake Thomas
- 1995 : The West Side Waltz : Sookie Cerullo
- 1998 : Modern Vampires : The Count
- 2001 : La Ballade de Lucy Whipple : Clyde Claymore
- 2001 : South Pacific : Luther Billis
- 2002 : Women vs. Men : Nick
- 2003 : Partners and Crime